# Lago Sherbrooke (Colúmbia Britânica)
O lago Sherbrooke é um lago localizado no Parque Nacional Yoho, na Colúmbia Britânica, Canadá.

## Descrição
Este lago é limitado a oeste pelo monte Ogden que atinge 2695 metros de altitude (8842 pés), pelo monte Niles que atinge 2972 metros de altitude (9751 pés) pelo lado norte, e pelo pico Paget pelo seu lado leste.
O lago pode ser alcançado seguindo uma trilha pedestre com 3 km que começa a partir da Rodovia Trans-Canadá em frente ao lago Wapta.
O lago Sherbrooke serve como um ponto de acesso para o montanhismo feito em Icefield Waputik e em Scott Duncan Hut.